# Питер Кемп
Питер Кемп (енгл. Peter Kemp; 1877 — 1965), био је британски пливач и ватерполиста на прелазу из 19. у 20. век. Члан је Пливаког клуба Обзорн из Манчестера.
На Олимпијским играма 1900. у Паризу такмичио се у ватерполу и две пливачке дисциплине. Истога дана када је освојио златну медаљу у ватерполу, Питер Кемп је учествовао и у пливачкој трци на 200 метара са препрекама одржаној у реци Сени и освојио бронзану медаљу.
У пливању такмичио се и у дисциплини 200 метара слободним стилом. Био је други у својој групи али није успео да се пласира у финале. Завршио је као 11 од 26 такмичара.